# Pollenia mystica
Pollenia mystica este o specie de muște din genul Pollenia, familia Calliphoridae, descrisă de Knut Rognes în anul 1988. Conform Catalogue of Life specia Pollenia mystica nu are subspecii cunoscute.